# Raveniola yalong
Espèce
Raveniola yalong est une espèce d'araignées mygalomorphes de la famille des Nemesiidae.

## Distribution
Cette espèce est endémique du Sichuan en Chine,. Elle se rencontre dans le xian de Muli.

## Description
Le mâle holotype mesure 16,05 mm et la femelle paratype 21,00 mm.

## Étymologie
Son nom d'espèce lui a été donné en référence au lieu de sa découverte, le Yalong.

## Publication originale
- Zonstein & Marusik, 2025 : « Further notes on Raveniola Zonstein, 1987 (Araneae: Nemesiidae) in China, with descriptions of two new species from Sichuan. » Arachnology, vol. 20, no 1, p. 45-51.